# Rob Rensenbrink
Pieter Robert Rensenbrink (Amsterdã, 3 de julho de 1947 – Amsterdã, 24 de janeiro de 2020) foi um futebolista dos Países Baixos. Rensenbrink foi um dos principais jogadores da seleção holandesa que disputou as Copas do Mundo de 1974 e 1978 no time conhecido como Carrossel holandês. Foi apelidado de o “Homem-Serpente” pelos movimentos que seu corpo fazia na hora de driblar.

## Carreira

### Clubes
Não jogou em nenhuma grande equipe de seu país natal (jogou apenas no extinto DWS, time menor de Amsterdã em que debutara em 1965), tendo feito carreira no futebol belga onde permaneceu por onze anos, de 1969 e 1980.
Na vizinha Bélgica, jogou primeiro no Club Brugge, mas identificou-se mais com o Anderlecht: no clube da capital, Bruxelas, conquistou a maioria de seus troféus, os mais importantes, os únicos troféus europeus de um time do país: as Recopas de 1976 e 1978 e, nos mesmos anos, a Supercopa Europeia. Rensenbrink marcou em todos estes títulos continentais.
Competindo com Johan Cruyff e Piet Keizer pelas vagas de titular no setor ofensivo esquerdo, porém, demorou a garantir seu espaço na seleção. Até porque era um dos poucos jogadores que desconheciam o sistema tático inventado por Michels no Ajax e transferido para a seleção, o chamado "Futebol Total".
Com a ausência de Cruyff em 1978, na Argentina, Rensenbrink teve mais oportunidades de mostrar seu talento no ataque, jogando ao lado de Johnny Rep e Van der Kerkhof. Logo na estreia contra o Irã, marcou três gols. Diante da Escócia, entrou para a história ao fazer o milésimo gol das Copas. Fez mais um, de pênalti, na goleada sobre a Áustria.

## Seleção Neerlandesa
Pelos Países Baixos, fez parte dos dois vice-campeonatos nas Copas do Mundo de 1974 e 1978. No primeiro, marcou apenas um gol, contra a Alemanha Oriental; era, ao lado do ex-colega de DWS, Jan Jongbloed, o único titular que não pertencera a Ajax ou Feyenoord. Fez um total de 46 jogos pela seleção, anotando 14 gols.
Teve mais destaque no último vice-campeonato, onde ele foi um dos muitos talentos neerlandeses que saíram da sombra de Johan Cruijff, que decidira não ir ao mundial. Rensenbrink fez linha ofensiva com Johnny Rep e René van de Kerkhof e marcou cinco vezes: três logo na estreia, contra o Irã; um contra a Escócia, no que foi o gol número 1000 do torneio; e outro contra a Áustria.
Esteve bastante perto de dar o inédito título mundial à Oranje: a segundos do fim do tempo normal na final, com a partida contra a Argentina empatada em 1 x 1, uma bola chutada por ele acabou batendo na trave. Os argentinos acabariam vencendo por 3 x 1, na prorrogação.

## Morte
Rensenbrink morreu no dia 24 de janeiro de 2020, aos 72 anos, em Amsterdã. Ele sofria de atrofia muscular progressiva, descoberta em 2012, uma doença rara que é muito parecida com a esclerose lateral amiotrófica (ELA).

## Títulos
Club Brugge
- Copa da Bélgica: 1969-70

Anderlecht
- Recopa Europeia da UEFA: 1975-76, 1977-78
- Supercopa da UEFA: 1976, 1978
- Campeonato Belga: 1971-72, 1973-74, 1974-75, 1978-79, 1980-81
- Copa da Bélgica: 1971-72, 1972-73, 1974-75, 1975-76
- Copa da Liga Belga: 1971-72, 1972-73
- Torneio de Amsterdã: 1976
- Torneio de Paris: 1977

Toulouse
- Campeonato Francês - Segunda Divisão: 1981-82

Seleção Neerlandesa
- Torneio de Paris: 1978